# .sb
‎.sb‏ دامنه اینترنتی اختصاص داده شده به کشور جزایر سلیمان است.